# Oakland (hrabstwo Kennebec)
Oakland – jednostka osadnicza w Stanach Zjednoczonych, w stanie Maine, w hrabstwie Kennebec.